# Les Experts (tableau)
Pour les articles homonymes, voir Les Experts.
Les Experts est une peinture à l'huile sur toile réalisée par l'artiste français Alexandre-Gabriel Decamps en 1837.
Œuvre satirique, le tableau est une singerie, dans lequel est représenté un groupe de singes qui examinent un tableau, habillés de la tenue de messieurs français, représentatifs des critiques d'art. Le tableau que le groupe examine est un paysage de Nicolas Poussin, un peintre français du XVIIe siècle. L'œuvre de Decamps, qui a été présentée à l'origine au Salon de Paris de 1839, est exposée au Metropolitan Museum of Art,.